# Asim
Asim (arab. عاسم) – wieś w Syrii, w muhafazie Dara. W 2004 roku liczyła 821 mieszkańców.